# モッズ・リバイバル
モッズ・リバイバル（Mod Revival）は、1970年代後半にイギリスで始まり、後に他の国に (それほどでは無いが) 広がったサブカルチャーであった。
モッズリバイバルのメインストリームでの人気は比較的短いものであったが、その影響は数十年続いた。

## 解説
モッズ・リバイバルは、テディ・ボーイズのリバイバルよりも前の日付である。
モッズ・リバイバル主義者は、テディ・ボーイのリバイバル主義者、スキンヘッドのリバイバル主義者、カジュアル、パンク、ライバルのギャングのメンバーと衝突することがあった。
1970年代後半のモッズ・リバイバルは、1960年代初期のモッズ・バンドのサウンドとパンクのエネルギーを混ぜ合わせた、あからさまなモッズ・ルックを採用したバンド、ザ・ジャム(Jam) によって主導された。また、1979年の映画「さらば青春の光」の影響を強く受けている。 
モッズのリバイバルは、スタイルとプレゼンテーションの点で、以前の世代を思い起こさせる意識的な取り組みであった。
1980年代初頭、英国では1960年代のモッズ・サブカルチャーの影響を受けたモッズ・リバイバル・シーンが発展した。

## 1970年代

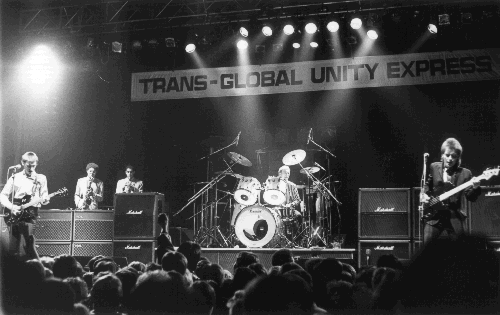
1982年のニューカッスル・アポン・タインでのザ・ジャム

1970年代後半のモッズ・リバイバルでは、1970 年代のパブ・ロック、パンク・ロック、ニュー・ウェーブ ミュージックのジャンルの音楽的および文化的要素と、1960 年代のモッズおよびビート・ミュージックバンド (ザ・フー、スモール・フェイセス、キンクス、ビートルズなど) の影響が組み合わされた。
モッズ・リバイバルは、主にザ・ジャムとそのファンによって開始された。バンドは、1960年代のモッズ バンドのサウンドとパンクのエネルギーを混ぜ合わせた、あからさまなモッズ・ルックを採用していた。彼らのデビュー アルバム『In the City』 (1977) は、R&Bスタンダードと、ザ・フーの初期のシングルをモデルにしたオリジナルをミックスしたものである。彼らは3枚目のアルバム 『オール・モッド・コンズ』(1978) で主要なモッズ・リバイバル・バンドとしての地位を確立した。 リバイバルは、エドモントンのケンブリッジ・ホテル、エンフィールドのホップ・ポールズ・ホテル、ハワード・ホール、ロンドンのウォータールー・ロードのウェリントン、カニング タウンのブリッジ・ハウスなどの小さなコンサートによっても促進された。1979年には、1960年代のオリジナルのモッズ・サブカルチャーを美化した映画「さらば青春の光」が、モッズリバイバルの影響と人気を英国中に広げた。オリジナルの モッズ・リバイバル同人誌であるマキシマム・スピードは1979年に始まり、それから1980年代半ばから後半まで、他の自作の同人誌を生み出した。
バンドは、モッズ・ミュージックへの欲求を満たすために成長し、1960年代のモッズ・グループの音楽を、コード、シークレット・アフェア、パープル・ハーツ、ランブレッタなどのパンク ミュージックの要素と組み合わせることがよくあった。 これらのアクトは、1980年代初頭にリバイバルが衰退する前に、なんとかカルト信者を獲得し、一部はポップ・ヒットを記録した。 リトル ルースターズ、インメイツ、ナイン・ビロウ・ゼロなどの R'n'B ベースのバンドも、ロンドンで成長するモッズ・リバイバル シーンの重要なアーティストになった。 

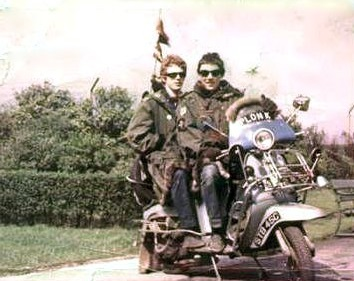
カスタマイズされたスクーターの 2 つの改造

同時に戻ってきた英国のもう1つの伝統は、若者のサブカルチャーのメンバーが銀行の休日に海辺のリゾートに行き、他のサブカルチャーのメンバーと戦う傾向があった。これは1960年代初頭に、ブライトンなどの場所でモッズとロッカーが互いに争ったことから始まった。この現象は1969年から1970年にかけて復活し、スキンヘッドがテディ・ボーイズやバイカーと争った。 1977年、マーゲートでパンクスがテディ・ボーイズと戦い、リバイバル・スキンヘッドがサウスエンドとマーゲートでテディ・ボーイ、バイカー、ロッカーと戦った。これは1978年まで続いた。1979年と1980年に、このリゾートは銀行休業日に若いスキンヘッドとモッズが集まり、テディ ボーイやロッカーと戦う主要な戦場になった。関連する主なリゾートには、マーゲート、ブライトン、サウスエンド、クラクトン、ヘイスティングス、スカボローなどがある。 
1979年、オーストラリアのモッズ・シーンが始まり、特にシドニーとメルボルンで始まり、The Sets、Little Murders、Division 4、The Introverts & The Go などのバンドが率いた。 1981年初頭に制作された、シドニーとメルボルンのモッズ・リバイバル・シーンに関する「The Go-Set」というドキュメンタリーが存在した。1979年から1986年にかけてのオーストラリアのモッズ シーンに関する本も出版された。

## 1980年代

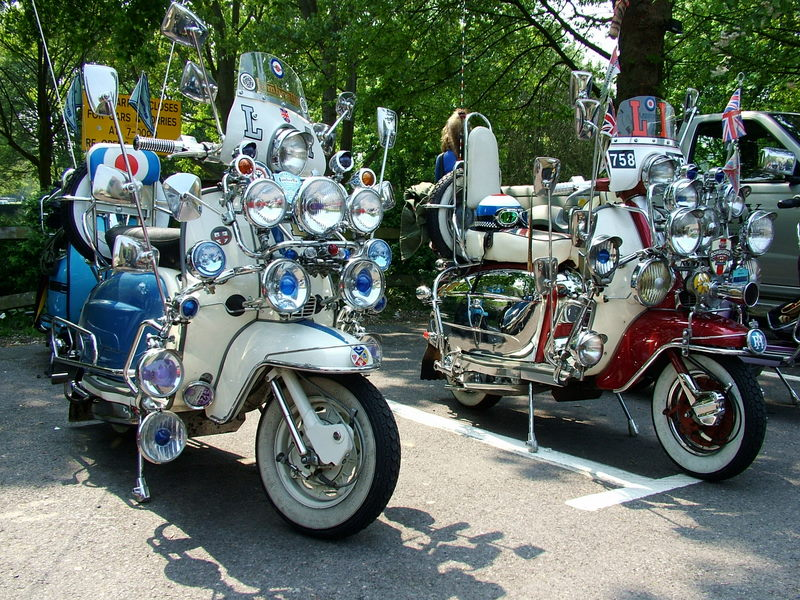
2007 年に、高度にアクセサリー化された「モッズ スタイル」のランブレッタスクーター 2 台

ポール・ウェラーは1982年にジャムを解散し、スタイル・カウンシルを結成した。スタイル・カウンシルはパンクロックの要素のほとんどを放棄し、R&Bとアーリー・ソウルに基づいた音楽を採用した。 
1980年代半ばに、プリズナーズなどのバンドを中心に短期間のモッズ・リバイバルが存在した。Mission Impossible、Patriotic、 Roadrunner、Extraordinary Sensations、 Chris HuntとKarl BedingfieldのShadows & Reflectionsなど、Maximum Speedに続く同人誌は、モッズ・リバイバルのこの段階でさらに関心を集めるのに役立つことになった。 フェニックス・リストは、全国的なイベントを掲載した週刊のニュースレターであり、一連の全国集会を組織した。 1980年代のUKモッズ・リバイバルの主役は、Countdown Records を設立し、その後1980年代後半のアシッド・ジャズムーブメントを発展させたエディ・ピラーであった。 198年、ウォルサムストウのモッズ・オールデイアーは、ユニコーン・レコードが後援するバンド・エイドへのトリビュートをペアにし、新旧の80年代のモッズ・リバイバル・バンドを数多く演奏させた。 Making Time はおそらく、ザ・ジャムの後の80年代最大のモッズ・リバイバル・バンドの1つである。そしてOUTLETSと呼ばれる有名な北ロンドンのモッズバンド。バンドのメンバーはスティーブ・バーンとマリオ・ヴィトラーノで、80年代半ばに北ロンドンでの様々なギグでスティーブ・マリオット・パケット・オブ・スリーとジェノ・ワシントンをサポートした。
英国のモッズ・リバイバルに続いて、1980年代初頭の北米、特に南カリフォルニアでアンタッチャブル  やマニュアル・スキャンなどのバンドが率いるモッズ・リバイバルが続いた。東海岸にいる間（まだカリフォルニアで頻繁にツアーを行っている）、モッズ・ファンはリバイバルトーチを運んた。ブラジルではバンド「Ira!」がモッズ・リバイバルを主導し、1985年にWEAレーベルからファースト アルバム『Mudança de comportamento』をリリースした。彼らの1986年のフォローアップ「Vivendo e Não Aprendendo」は、ブラジルでのモッズ復活のリーダーとしての地位をさらに確立した。彼らはすぐに「Vivendo e Não Aprendendo」の売り上げでゴールド・アルバムのステータスを獲得した。

## 1990年代以降
1990年代半ばのブリットポップに関連するバンドは、モッズ・カルチャーの側面を擁護することがよく存在した。ブラーはクアドロフェニアのファンであり、映画のスターであるフィル・ダニエルズがバンドのアルバム「パークライフ」のタイトル トラックに参加し、曲のビデオに出演し、オアシスのノエル・ギャラガーはポール・ウェラーとの知名度の高い友情を築いた。この頃、英国の音楽プレスは、後にブリットポップと同一視されるMenswe@rやBluetonesなど、「ニュー・モッド」という名前で、モッズ・リバイバルの新しい波を構成する多くのバンドを擁護した。  
2010年、モッズに影響を受けたバンドMissing Andyは、デビュー・シングル「The Way We're Made (Made in England)」で、そのステータスが確認された後、 UKシングルチャートで38位、 UKインディーチャートで7位になった。 Sky1の TVタレント・コンペティション、 Must Be the Musicで準優勝。
1970年代のモッズ・リバイバル・バンドの多くが近年再会し、シークレット・アフェア、 コード、パープル・ハーツなどのコンサートを行っている。  